# Jamalpur
Jamalpur (en hindi: जमालपुर ) es una ciudad de la India, en el distrito de Munger, estado de Bihar.

## Geografía
Se encuentra a una altitud de 46 m s. n. m. a 188 km de la capital estatal, Patna, en la zona horaria UTC +5:30.

## Demografía
Según estimación 2011 contaba con una población de 105 406 habitantes.